# Enno Vocke
Enno Vocke (* 31. März 1925 in Sandhorst; † 7. Dezember 2018 in Essen) war ein deutscher Manager. Er gehörte dem Vorstand von Hochtief AG mehr als 20 Jahre lang an und führte das Unternehmen dreizehn Jahre lang als Vorstandsvorsitzender.

## Leben
Enno Vocke wurde als Sohn eines Bauunternehmers geboren. Er besuchte das Gymnasium in Aurich, wo er 1943 sein Abitur erhielt. Nach Arbeits- und Kriegsdienst studierte er Bauingenieurwesen von 1946 bis 1950 an der TH Karlsruhe. Er wurde Mitglied der Karlsruher Burschenschaft Teutonia.
Vocke war von 1950 bis 1959 bei der Dyckerhoff & Widmann KG in Karlsruhe tätig. Unter anderem war er Bauleiter für ein Hotel in der Türkei. So kam es, dass es von 1959 bis 1962 Generaldirektor einer deutsch-türkischen Baufirma war. Danach war er bis 1963 in der Münchener Hauptverwaltung der Firma Dyckerhoff & Widmann.
Von 1963 bis 1967 arbeitete er als Managing Director bei einer deutsch-südafrikanischen Baugesellschaft, und danach bis 1969 als Direktor und Niederlassungsleiter der Firma Dyckerhoff & Widmann in Hannover.
In 1969 wurde Vocke Direktor und Mitglied der Geschäftsleitung bei der Hochtief AG, 1971 wurde er stellvertretendes und 1972 ordentliches Vorstandsmitglied. 1981 wurde er als Nachfolger von Albrecht Schumann Vorstandsvorsitzender. 1990 wurde er zusätzlich in den Vorstand der Muttergesellschaft RWE AG berufen.
1992 schied Vocke auf der Hauptversammlung altersbedingt aus und wechselte in Aufsichtsrat der Hochtief AG. Sein Nachfolger wurde Hans-Peter Keitel.

## Auszeichnungen
Vocke erhielt die Ehrendoktorwürde des Fachbereiches Bauwesen der Universität Essen. Ihm ist vom Bundespräsidenten der Republik Österreich den Berufstitel Professor verliehen worden. Des Weiteren ist er Träger des Verdienstordens des Landes Nordrhein-Westfalen sowie des Bundesverdienstkreuzes 1. Klasse.

## Mitgliedschaften
Enno Vocke war Mitglied des Aufsichtsrates der Berliner Commerzbank AG, der Raab Karcher AG, und der Hoesch AG. Er war Mitglied des Verwaltungsrates der Allianz AG, und der Deutschen Atomforum e.V. (DAtF). Des Weiteren war er Vorsitzender des Beirats der Commerzbank AG.

## Familie
Vocke war verheiratet und hatte zwei Söhne und zwei Töchter.